# Bárdosi Vilmos
Bárdosi Vilmos (Szombathely, 1952. október 7. –) Széchenyi-díjas nyelvész, egyetemi tanár. Számos tankönyv, szótár és tanulmány szerzője. Az Eötvös Loránd Tudományegyetem Bölcsészettudományi Kar Romanisztikai Intézetének egyetemi tanára, 2022 óta professor emeritusa.

## Tanulmányai
Általános és középiskolai tanulmányait Szombathelyen, a Savaria Gimnáziumban végezte 1959-1971 között. A középiskolás évek után az ELTE Bölcsészettudományi Karon folytatott francia-német szakos egyetemi tanulmányokat 1971-1976-ig. Ez alatt egyéves francia állami ösztöndíjat kapott a párizsi École Normale Supérieure-ön francia nyelvészeti szakosodással 1974-1975 között.

## Nyelvismerete
Francia nyelvből felsőfokú nyelvvizsgával egyenértékű tanári diplomával rendelkezik, német nyelvből szintén felsőfokú nyelvvizsgával egyenértékű tanári diplomája van, spanyol és olasz nyelven olvas, ír és beszél, latinból BTK alapvizsgával rendelkezik, oroszból középiskolai érettségit tett.

## Tudományos fokozatai
- 1978 Egyetemi doktori cím francia nyelvészetből (ELTE).
- 1991 A nyelvtudomány kandidátusa (CSc).
- 1997 Habilitáció (ELTE).
- 1997-2001 Széchenyi Professzori Ösztöndíj.

## Munkahelyei
- 1976-1980 ELTE Bölcsészettudományi Kar Francia Tanszék: tudományos segédmunkatárs.
- 1980-1983 ELTE BTK Francia Tanszék: egyetemi tanársegéd.
- 1983-1991 ELTE BTK Francia Tanszék: egyetemi adjunktus.
- 1991-1992 ELTE BTK Francia Tanszék: megbízott egyetemi docens.
- 1991-1992 Az ELTE Egyetemközi Francia Központ alapító igazgatója (másodállásban).
- 1992 ELTE BTK Francia Tanszék: egyetemi docens.
- 1993-1994 A Collegium Budapest / Institute for Advanced Study főtitkára (másodállásban).
- 1995-2013 Az ELTE BTK Francia Tanszékének vezetője.
- 1999 Dijon-i Egyetem Nyelvészeti és Filozófiai Tanszék: vendégprofesszor.
- 2000-2022 ELTE BTK Francia Tanszék: egyetemi tanár.
- 2003 Université Paris XIII Egyetem-vendégprofesszor.
- 2003-2004 ELTE BTK tudományos dékánhelyettes.
- 2022- ELTE BTK Francia Tanszék: professor emeritus.

## Kitüntetései
- 1987 „Kiváló Munkáért” (Művelődési Minisztérium).
- 1998 A Francia Kormány Officier dans l’Ordre des Palmes Académiques (az „Akadémiai Pálmák Tiszti Fokozata”) kitüntetése a magyar-francia oktatási és kulturális kapcsolatok terén kifejtett munkáért.
- 2001 A Francia Kormány Commandeur dans l’Ordre des Palmes Académiques (az „Akadémiai Pálmák Parancsnoki Fokozata”) kitüntetése a magyar-francia oktatási és kulturális kapcsolatok terén kifejtett munkáért.
- 2001 A Francia Kormány Chevalier de l’Ordre des Arts et des Lettres (a „Művészetek és Bölcsészettudományok Rend Lovagi Fokozata”) kitüntetése a magyar-francia oktatási és kulturális kapcsolatok terén kifejtett munkáért.
- 2007 „Kiváló magyar szótár” díj az Akadémiai Francia-magyar kisszótár szerkesztéséért.
- 2007 A Magyar Tudományos Akadémia és az Akadémiai Kiadó „Nívódíj 2007” elismerése a Francia-magyar kéziszótár CD-vel című mű szerkesztéséért.
- 2008 „Kiváló magyar szótár” díj az Akadémiai Francia-magyar kéziszótár szerkesztéséért.
- 2009 A Modern Filológiai Társaság „Pro Neophilologia in Hungaria” érdemérme.
- 2009 ELTE „Pro Universitate Emlékérem” arany fokozata.
- 2011 A Francia Kormány Chevalier de la Légion d’Honneur (a „Becsületrend Lovagi Fokozata”) kitüntetése a magyar-francia oktatási és kulturális kapcsolatok terén kifejtett munkáért.
- 2014 Az ELTE BTK „Ürményi József-díja” a Karon végzett kiemelkedő oktatói tevékenységért.
- 2017 A „Magyar Érdemrend Polgári Tagozat tisztikeresztje”.
- 2020 Az Anyanyelvápolók Szövetségének „Lőrincze Lajos-díja”.
- 2022 ELTE „Pázmány Péter szakmai előadás”: Eötvös Loránd – Pázmány Péter emlékérem.
- 2022 ELTE „Eötvös-gyűrű” kitüntetés.
- 2025 Széchenyi-díj

## Művei
Bővebben lásd: Magyar Tudományos Művek Tára.

### Szerzőként
- Magyar szólástár - Szólások, helyzetmondatok, közmondások, értelmező és fogalomköri szótára, (2003), Tinta Könyvkiadó[3]
- Szólások - 5000 magyar állandósult szókapcsolat betűrendes értelmező dióhéjszótára (Kiss Gábor (nyelvész)-el) (2005), Tinta Könyvkiadó[4]
- Közmondások - 3000 magyar közmondás és szójárás betűrendes értelmező dióhéjszótára (Kiss Gábor (nyelvész)-el) (2005), Tinta Könyvkiadó[5]
- Szinonimák - 20000 rokon értelmű szó dióhéjszótára (Kiss Gábor (nyelvész)-el) (2008), Tinta Könyvkiadó[6]
- A francia nyelv lexikona (Karakai Imrével), (2008) Corvina Könyvkiadó[7]
- Magyar szólások, közmondások értelmező és fogalomköri szótára (2009), Tinta Könyvkiadó[8]
- Francia-magyar tematikus szólásszótár - Szólásmagyarázatok és gyakorlatok megoldókulccsal (2010), Tinta Könyvkiadó[9]
- Szólások és közmondások - Munkafüzet a Tinta Könyvkiadó Magyar szólások, közmondások értelmező szótára fogalomköri szómutatóval című kiadványához, Csobothné Hegedűs Máriával (2012), Tinta Könyvkiadó[10]
- Lassan a testtel - Emberi testrészek a magyar szólásokban, közmondásokban (2013), Tinta Könyvkiadó[11]
- Szólások, közmondások eredete - Frazeológiai etimológiai szótár (2015), Tinta Könyvkiadó[12]  – Második, javított, bővített kiadás (2019), Tinta Könyvkiadó
- Itt van a kutya elásva! Állatneves magyar szólások, közmondások szótára (2018), Tinta Könyvkiadó[13]
- Nincsen rózsa tövis nélkül - Növény-, virág- és gyümölcsneves szólások, közmondások szótára (2019), Tinta Könyvkiadó[14]
- Mi a szösz? 300 magyar szólásmondás eredete (2019), Tinta Könyvkiadó[15]
- Szólások, szótárak és a francia nyelv vonzásában: 30 válogatott tanulmány 45 év írásaiból (2022), Tinta Könyvkiadó
- Top 2500 magyar-francia szótár = Top 2500 dictionnaire hongrois-francais: 2500 gyakori magyar szó francia megfelelővel és példamondattal = 2500 mots hongrois courant avec leur équivalent francais et des phrases-exemples, (2022), Tinta Könyvkiadó
- Top 2500 francia-magyar szótár = Top 2500 dictionnaire francais-hongrois: 2500 gyakori francia szó magyar megfelelővel és példamondattal = 2500 mots francais courants avec leur équivalent hongrois et des phrases-exemples, (2022), Tinta Könyvkiadó (Társszerző: Chmelik Erzsébet)
- Francia–magyar szólásszótár. 2500 gyakori francia szólás, szólásmondás, szállóige jelentés- és eredetmagyarázatokkal, magyar megfelelőkkel, használati példamondatokkal és szólásszinonimákkal, (2024), Tinta Könyvkiadó

### Szerkesztőként
- Quo vadis philologia temporum nostrorum? - Korunk civilizációjának nyelvi képe (2009), Tinta Könyvkiadó[16]
- Világkép a nyelvben és a nyelvhasználatban (2010), Tinta Könyvkiadó[17]
- Szótárak, szólások, nevek vonzásában - Köszöntő könyv Fábián Zsuzsanna tiszteletére (Kiss Gáborral) (2010), Tinta Könyvkiadó[18]
- Tegnapi filológiánk mai szemmel (2011), Tinta Könyvkiadó[19]
- A szótól a szövegig
- 235 années d'enseignement du français á l'Université de Budapest - Actes de la journée d'études commémorative internationale Université Eötvös Loránd, Budapest, le 24 septembre 2010 (2012), Tinta Könyvkiadó[20]
- Reáliák - A lexikológiától a frazeológiáig - Értelmezések és fordítási kérdések (2013), Tinta Könyvkiadó[21]
- Szövegalkotó gyakorlatok, nyelvteremtő praktikák (2014), Tinta Könyvkiadó[22]
- A nyelvi pragmatika kérdései szinkrón és diakrón megközelítésben (2015), Tinta Könyvkiadó[23]
- Frazeológia - Az emberi világkép tükrözője (2016), Tinta Könyvkiadó[24]
- Pierre Larousse 200 - Le Petit Robert 50 A modern francia lexikográfia két neves évfordulója (2018), Tinta Könyvkiadó[25]

### Sorozatszerkesztés
- Az ékesszólás kiskönyvtára, Tinta Könyvkiadó

## Társasági tagságok
- 1978–1982 Nemzetközi Funkcionális Nyelvészeti Társaság (Société Internationale de Linguistique Fonctionnelle).
- 1996– Magyar Nyelvtudományi Társaság.
- 1996– MTA Köztestület.
- 1999– Nemzetközi Frazeológiai Társaság (Société Européenne de Phraséologie).
- 2002– Az MTA I. osztálya Nyelvtudományi Bizottságának Szótári Munkabizottsága.
- 2005– A Magyar Nyelvtudományi Társaság Választmánya.
- 2008– Az MTA I. osztálya Nyelvtudományi Bizottsága.